# Space Frontier Foundation
Die Space Frontier Foundation (SFF) ist eine kleine aber einflussreiche Organisation, die die verstärkte Anteilnahme der Privatwirtschaft an der Weltraumforschung und -entwicklung propagiert.

## Die Organisation
Die SFF wurde 1988 von Weltraumaktivisten gegründet, die der Meinung waren, es sei technisch möglich, ihre gemeinsamen Träume einer groß angelegten Besiedlung des Sonnensystems zu realisieren. Sie wussten jedoch, dass dies nicht möglich sei, solange die Weltraumforschung in den Händen des von der U.S. Regierung verwalteten Weltraumprogramms liegt.
In den letzten Jahren war die Space Frontier Foundation Unterstützer von verschiedenen privat angelegten Anstrengungen, den Weltraumsektor zu erobern, z. B. dem Ansari X-Prize, dem SpaceShipOne-Projekt und der vom Unternehmer Robert Bigelow gegründeten Bigelow Aerospace, die das Ziel hat, eine private Raumstation im Weltraum zu etablieren.
Die Organisation sprach sich gegenüber dem Weltraumprogramm der U.S. Regierung oftmals kritisch aus, ganz besonders in Bezug auf die National Aeronautics and Space Administration, NASA. Die SFF hat z. B. das von der NASA ins Leben gerufene Space Shuttle kritisiert und behauptet, der private Weltraumsektor sei besser geeignet, die Arbeit des Shuttles zu übernehmen. Dennoch hat die SFF einige aktuelle NASA Projekte wie die Centennial Challenges Preisausschreibung unterstützt, die vor allem die Innovation im privaten Sektor anregen soll.
Zusätzliche Projekte der Organisation beinhalten „The Watch“, ein Asteroiden- und Kometenerkennungs und -forschungsprojekt und „Permission to Dream“, ein Projekt, das Studenten auf der ganzen Welt durch die Wunder von Weltraum und Astronomie verbindet.
Das möglicherweise bekannteste Gesicht der Space Frontier Foundation ist Mitbegründer Rick Tumlinson, der vom U.S. Congress seit 1995 sechsmal gebeten wurde, über weltraumrelevante Themen auszusagen. Tumlinson war erst kürzlich im Space News Magazin in der Liste der 100 einflussreichsten Leute der Weltraumindustrie zu finden.